# NBA Live 07
NBA Live 07 è un videogioco di pallacanestro sulla stagione 2006-2007 dell'NBA, pubblicato nel 2006 per PlayStation 2, Xbox, Microsoft Windows, Xbox 360, PlayStation Portable e telefono cellulare dalla Electronic Arts.

## Modalità di gioco
Nel gioco sono creati virtualmente tutti i giocatori di tutte le squadre della National Basketball Association. Oltre a fare partite amichevoli, sono disponibili anche nuove o rinnovate modalità di gioco. Per quest'edizione, erano raffigurati diversi atleti in copertina a seconda dei vari Paesi.
AmichevoleNella partita amichevole l'utente può scegliere la squadra da usare per gareggiare contro il computer o contro un secondo utente.
StagioneNella modalità "stagione" l'utente comanderà semplicemente una delle squadre NBA da lui scelta, giocando tutte le 82 partite della Regular Season dell'NBA. Per evitare di giocare tutti i match è presente l'opzione "simula partita", nella quale il risultato viene dato automaticamente dal computer senza che l'utente giochi.
Dinasty ModeIl Dinasty mode è una modalità di gioco nella quale l'utente prende in mano le sorti della squadra come allenatore e general manager. Infatti esso dovrà prendere decisioni importanti per la squadra, creare un team di tecnici, far allenare i giocatori e reclutarli dai campi scout. Tutti questi compiti vanno svolti tenendo d'occhio il morale e l'intesa della squadra.
Gara di schiacciateLa gara di schiacciate può essere giocata in due modi: uno contro uno a punti o come nell'All Star weekend dell'NBA (5 star NBA si esibiscono con schiacciate incredibili per due turni, che poi saranno votate dai giudici). Nel gioco compiere delle schiacciate di questo tipo è molto difficoltoso poiché bisogna realizzare una complessa combinazione di tasti per raggiungere il canestro. Una volta capito come effettuare schiacciate si possono scoprire molti modi di lanciare la palla per fare uno spettacolare alley-oop: dal semplice accorciamento del tiro classico a più pittoresche e improbabili acrobazie.
3 Point ShootoutIn questa modalità di gioco, come nelle gare di schiacciate, sono possibili due modalità di gioco: uno contro uno a punti o come all'All Star Weekend. Questa gara consiste nel realizzare più canestri da tre punti. Nel campo sono disposti, appena dietro la linea dei tre punti, 5 carrelli ognuno contenente 4 palloni normali e 1 che vale doppio. Il giocatore ha 30 secondi a disposizione per riuscire a totalizzare il miglior punteggio (quello massimo è 30).
NBA StoreQuesto è un vero e proprio negozio dove poter acquistare, con i punti guadagnati nelle partite, oggetti di vario tipo come scarpe da basket di marche prestigiose, ma anche canzoni e screen saver per la pagina principale.
Oltre a queste ci sono altre modalità come la creazione di un nuovo personaggio, l'All Star Game e il Rookie Challenge.